# Vogelhoek (België)
Vogelhoek is een wijk van de Belgische gemeente Melle (provincie Oost-Vlaanderen). De wijk ligt in het noordwesten van de gemeente, ruim twee kilometer ten noordwesten van het dorpscentrum van Melle, waarvan de Vogelhoek wordt gescheiden door de Gentse Ringvaart en de snelweg R4. Morfologisch sluit de Vogelhoek aan bij de wijk Moscou in de Gentse deelgemeente Gentbrugge en de wijk Flora in Merelbeke en behoort zo tot de stedelijke rand van Gent. Ten oosten loopt de Brusselse Steenweg, die er de grens met de wijk De Leeuw vormt welke op haar beurt ten oosten met de rivier De Schelde de grens is met de gemeente Heusden.

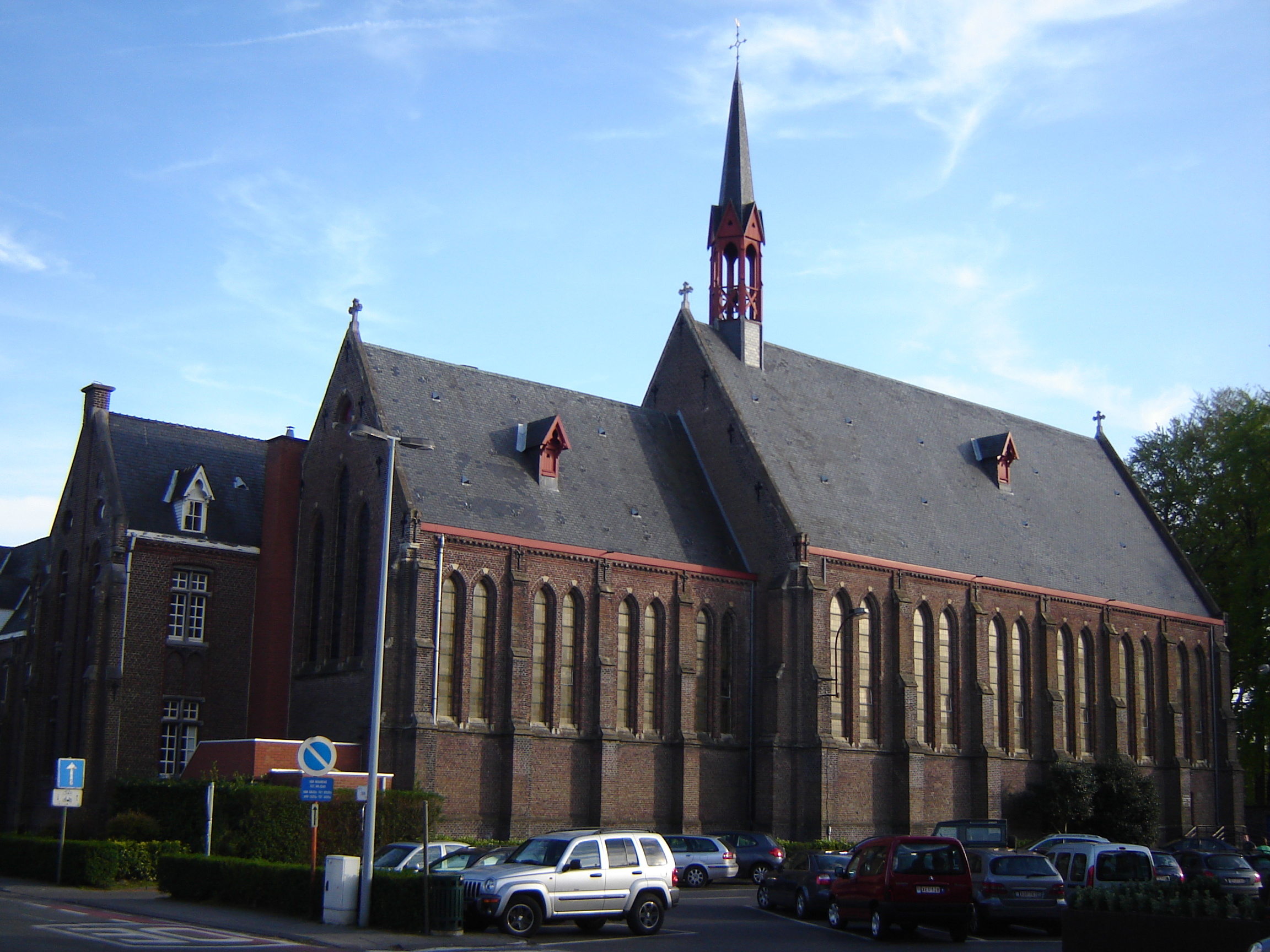
Onze-Lieve-Vrouw Onbevlektkerk

## Geschiedenis
De plaats bleef eeuwenlang een landelijk gebied tussen Gentbrugge en Melle. Van noordwest naar zuidoost liep de oude heirweg Gent-Geraardsbergen. In 1704-1708 werd het gebied doorsneden door een nieuwe rechte steenweg van Gent naar Brussel, de huidige Brusselsesteenweg N9.
De Ferrariskaart uit de jaren 1770 toont hier een landelijk gebied waarin wel verschillende landhuizen, buitenplaatsen of kasteeltjes lagen. Daarnaast kwam nog wat sporadische bebouwing voor en in het zuiden van het gebied, iets ten noordwesten van het dorpscentrum van Melle, werd een gehuchtje met de naam Vaerinck Straete aangeduid.
Vanaf 1837 werd het gebied daarenboven ook van noordwest naar zuidoost doorsneden door de spoorlijnen Gent-Brussel en Gent-Mechelen. De Atlas der Buurtwegen uit het midden van de 19de eeuw toont hier nog steeds een open gebied. In het noorden ontwikkelden zich een paar gehuchtjes met de naam Petegemwijk en Scheldewijk. In het zuiden toont de kaart aan een bocht in de Schelde het gehucht Zwaenhoek en nog verder zuidwaarts staat langs de spoorweg ook hier het gehucht Varingstraet aangeduid. In de loop van de eeuw groeide de bebouwing verder uit, vooral ook langs de bestaande wegen zoals de oude heirweg en de Brusselsesteenweg. Langs de spoorlijn werd een vormingsstation uitgebouwd, zodat hier een omvangrijk oppervlakte ingenomen raakte als spoorwegterrein.
In 1871 werd in de Vogelhoek een kapel ingewijd en in 1883 werd vlak bij het Sint-Franciscusinstituut opgetrokken, een meisjesschool en klooster van de zusters Franciscanessen van het Gentse Crombeen. In de loop van de 19de eeuw richtte de landbouw zich hier vooral op de sierteelt en vestigden zich hier verschillende bloemisterijen en tuinbouwbedrijven.
De kapel bij het Sint-Franciscusinstituut werd in 1954 verheven tot een parochiekerk, gewijd aan Onze-Lieve-Vrouw Onbevlekt. In de jaren 50 en 60 werd rond het zuiden van Gent de Ringvaart gegraven, en dit kanaal sneed de Vogelhoek af van het centrum van Melle. In de jaren 70 werd hiernaast ook een stuk van de Gentse ringsnelweg R4 aangelegd. Tot ver in de 20ste eeuw bleef het gebied landelijk, maar geleidelijk verdwenen de tuinbouwbedrijven om plaats te maken voor vooral villawijken.

## Bezienswaardigheden
- de Onze-Lieve-Vrouw Onbevlektkerk
- het Sint-Franciscusinstituut
- de Tuinbouwschool, vroeger het Kasteel Coppens of Kasteel Zwaenenhoek
- Kasteel De Varens

## Verkeer en vervoer
De Vogelhoek wordt van noordwest naar zuidoost begrensd door de Brusselsesteenweg N9, de steenweg van Gent naar Brussel. Tussen de Vogelhoek en de Schelde ligt de wijk De Leeuw. Tussen de Vogelhoek en De Leeuw enerzijds en het centrum van Melle anderzijds loopt de Gentse ringsnelweg R4.
Parallel met de Brusselsesteenweg, zo'n halve kilometer verder naar het zuidwesten, loopt spoorlijn 50 van Gent naar Brussel. Vlakbij bevindt zich op deze spoorlijn, op het grondgebied van Gentbrugge het Station Merelbeke.
Deelgemeenten: Bottelare · Gontrode · Lemberge · Melle · Melsen · Merelbeke · Munte · Schelderode

Gehuchten en wijken: Flora · Hollebeek · Kwenenbos · Vogelhoek

Belgische gemeenten · Arrondissement Gent · Oost-Vlaanderen · Vlaanderen